# 8600 Arundinaceus
8600 Arundinaceus è un asteroide della fascia principale. Scoperto nel 1973, presenta un'orbita caratterizzata da un semiasse maggiore pari a 2,4406545 UA e da un'eccentricità di 0,1576140, inclinata di 2,95915° rispetto all'eclittica.